# Bang Gui-Man
Bang Gui-Man (en coreano: 방귀만; Namyangju, 4 de mayo de 1983) es un deportista surcoreano que compitió en judo. Ganó una medalla en los Juegos Asiáticos de 2014, y cuatro medallas en el Campeonato Asiático de Judo entre los años 2004 y 2009.

## Palmarés internacional
| Juegos Asiáticos    | Juegos Asiáticos        | Juegos Asiáticos  | Juegos Asiáticos |
| Año                 | Lugar                   | Medalla           | Categoría        |
| ------------------- | ----------------------- | ----------------- | ---------------- |
| 2014                | Incheon (Corea del Sur) | Medalla de bronce | –73 kg           |
| Campeonato Asiático |                         |                   |                  |
| Año                 | Lugar                   | Medalla           | Categoría        |
| 2004                | Almatý ( Kazajistán)    | Medalla de bronce | –66 kg           |
| 2005                | Taskent (Uzbekistán)    | Medalla de bronce | –66 kg           |
| 2007                | Kuwait (Kuwait)         | Medalla de oro    | –66 kg           |
| 2009                | Taipéi (Taiwán)         | Medalla de oro    | –73 kg           |